# Isidoro Bianchi (Maler)
Isidoro Bianchi (* 20. Juli 1581 in Campione d’Italia; † 11. Dezember 1662 ebenda) war ein italienischer Maler und Stuckateur.

## Leben
Isidoro Bianchi wurde als Sohn des Bernardino Bianchi und dessen Ehefrau Fiorbellina Ferrari in Campione d’Italia geboren, das zu jener Zeit unter der Herrschaft des Klosters Sant’Ambrogio in Mailand stand. Über seine frühen Jahre ist nicht mehr bekannt, als dass er 1605 Prag besuchte.
Ab dem Jahr 1617 wirkte Bianchi auch in Turin. 1623 begann seine Zusammenarbeit mit Pier Francesco Mazzucchelli, genannt Il Morazzone, die für seine weitere künstlerische Entwicklung wegweisend war. Nach Mazzuchellis Tod 1626 setzte Bianchi dessen Arbeiten im Castello di Rivoli fort und schloss sie 1643 ab, wobei seine Söhne Pompeo und Francesco mitwirkten, die als Maler und Stuckateure in seinem Atelier tätig waren. 1631 wurde ihm von Viktor Amadeus I. von Savoyen der Titel eines Hofmalers verliehen, 1634 wurde er in den Ritterstand erhoben.
Ab 1639 ließ Bianchi sich endgültig in Campione nieder und führte von da an zahlreiche Malereiarbeiten in der Lombardei aus.
Er starb in seinem Heimatort. Er hinterließ Fresken in den Kirchen von Como, San Siro (Lombardei), Campione d’Italia, Mailand, Wallfahrtskirche Nostra Signora della Caravina in Cressogno. Er malte das jüngste Gericht in der Kirche von Peglio (Lombardei) und ein Bild in der ehemaligen Santa Katharinenkirche (heute Kirche der unbefleckten Empfängnis) in Lugano. Vor 1625 gestaltete er die Fresken in der Apsis der Wallfahrtskirche Madonna della Rovana in Cevio. Zwischen 1628 und 1638 hielt er sich in Campione auf, um die Wallfahrtskirche Santa Maria dei Ghirli auszuschmücken.

## Werke
- Innengestaltung der Residenzen des Herzogs von Savoyen in Turin (1617)
- Fresko in der Pfarrkirche Santa Maria Assunta im Santa Maria Rezzonico (1618)
- Fresko in der Kirche San Fedele in Como (1623)
- Mit Pier Francesco Mazzuchelli, genannt Il Morazzone: Quadraturmalereien in der Villa Crespi la Gallia in Como (ab 1623)
- Fresken in der Apsis der Wallfahrtskirche Madonna della Rovana in Cevio (vor 1625)
- Mit Il Morazzone: Fresken im Castello di Rivoli (vor 1626–1643)
- Innengestaltung der Wallfahrtskirche Santa Maria dei Ghirli in Campione (1628–1638)
- Mit Pompeo und Francesco Bianchi: Innenausmalung des Castello del Valentino in Turin (ab 1633)
- Fresko für die Pfarrkirche von Brenzio (1639–1640)
- Fresko für die Pfarrkirche von Pianello del Lario (1640–1641)
- Fresken in der Wallfahrtskirche Nostra Signora della Caravina in Cressogno (1648–1657)
- Fresken der elften Kapelle des Sacro Monte von Varese (1650–1654)